# Епархия Жуазейру
Епархия Жуазейру (лат. Dioecesis Iuazeiriensis) — епархия Римско-Католической церкви c центром в городе Жуазейру, Бразилия. Епархия Жуазейру входит в митрополию Фейра-ди-Сантаны. Кафедральным собором епархии Жуазейру является собор Пресвятой Девы Марии.

## История
22 июля 1962 года Римский папа Иоанн XXIII выпустил буллу Christi Ecclesia, которой учредил епархию Жуазейру, выделив её из епархий Барры и Бонфина. В этот же день епархия Баррейраса вошла в митрополию Сан-Салвадора-да-Баия.
16 января 2002 года епархия Жуазейру вошла в митрополию Фейра-ди-Сантаны.

## Ординарии епархии
- епископ Tomás Guilherme Murphy (16.10.1962 — 29.12.1973);
- епископ José Rodrigues de Souza (12.12.1974 — 4.06.2003);
- епископ José Geraldo da Cruz (4.06.2003 — по настоящее время).

## Источник
- Annuario Pontificio, Ватикан, 2007